# Ersephila hydriomenata
Ersephila hydriomenata är en fjärilsart som beskrevs av Richard F. Pearsall 1906. Ersephila hydriomenata ingår i släktet Ersephila och familjen mätare. Inga underarter finns listade i Catalogue of Life.